# Angelo Bughetti
Don Angelo Bughetti (Imola, 27 agosto 1877 – Bologna, 5 aprile 1935) è stato un presbitero e educatore italiano, proclamato Venerabile dalla Chiesa cattolica.

## Biografia
Nasce a Imola, ultimo di cinque fratelli, da Innocenzo e Annunziata Minganti.
Nel 1895, all'età di 18 anni, entra in seminario, a Imola. Il 31 marzo  1900 riceve l'ordinazione sacerdotale. Molto preparato nell'arte oratoria, a novembre comincia ad insegnare catechismo nelle scuole. Dal gennaio 1901  insegna Sacra liturgia al seminario; dal 1904 è insegnante di materie letterarie.
Dopo essere stato vicario parrocchiale a Castel del Rio, viene invitato a predicare nella vicina Toscana, poi in Liguria, in Lombardia e in Veneto.
Dal 1908 al 1910 don Bughetti collabora all'attività del Ricreatorio festivo maschile della parrocchia del Carmine di Imola. Nel gennaio 1911, all'età di 34 anni, lascia la predicazione e si dedica all'apostolato giovanile. Trasferisce l'attività del ricreatorio a Palazzo Monsignani, edificio storico che si affaccia sulla via Emilia, nel centro cittadino. Il 5 marzo dello stesso anno fonda negli spazi di palazzo Monsignani il primo circolo ricreatorio cittadino: il Circolo "Silvio Pellico" (nel 1923 contribuì a cedere la proprietà del palazzo alla diocesi per tutelare il bene dalle leggi di incameramento dei beni ecclesiastici). L'apostolato nella gioventù è la vocazione di don Bughetti. Dopo verranno altre istituzioni, sia religiose sia ricreative, raggruppate nel «Patronato Gioventù»: oltre al "Silvio Pellico" (per ragazzi dai 15 anni), nascono la Prima Juventus (per ragazzi dai 12 anni) e il Ricreatorio S. Filippo Neri (per i bambini dai 6 anni). Già nel 1913, nei locali di palazzo Monsignani, vengono educati circa 250 ragazzi.
Il 3 luglio 1915 fonda l'Istituto Artigianelli (intitolato a Santa Caterina) per assistere gli orfani di guerra imolesi (l'Italia è entrata nella prima guerra mondiale il 24 maggio). Nel primo dopoguerra, sempre su impulso di don Bughetti, nascono in diocesi: la Federazione diocesana della Gioventù cattolica italiana (1920) e il Reparto San Giorgio degli Esploratori cattolici (1922), ispirato allo scautismo. Nel 1926 dà inizio al Probandato Filippini. A partire dal 1930 don Bughetti, all'età di 53 anni, si trasferisce a Santa Caterina per dedicarsi interamente agli orfani ed ai giovani che vogliono intraprendere la missione sacerdotale.
Nel 1935 una grave infermità rende necessario un intervento chirurgico. Celebra la sua ultima Messa il 24 marzo. Il 5 aprile muore nella casa di cura Villa Torri a Bologna, in seguito a complicazioni post-ricovero. Dal 3 aprile 1961 le sue spoglie riposano presso l'Istituto di Santa Caterina in una tomba appositamente predisposta.
Don Bughetti ha composto una celebre preghiera per la Madonna del Piratello, che ancora oggi viene recitata nelle processioni e nelle rogazioni con l'immagine della patrona della Diocesi di Imola.

## Causa di beatificazione
Il 25 novembre 1989 si è aperto il processo diocesano di beatificazione, che si è concluso il 25 aprile 2012 con la trasmissione degli Atti a Roma. Da allora Angelo Bughetti è Servo di Dio. Il 14 aprile 2025 don Angelo Bughetti è stato proclamato Venerabile da papa Francesco.

## Nomine diocesane
- 1901: Cerimoniere vescovile e capitolare;
- 1902: Segretario del comitato diocesano dell'Opera dei Congressi;
- 1906: Vicario parrocchiale a Castel del Rio;
- 1913: Incaricato diocesano per l'azione giovanile di Azione Cattolica;
- 1915-1926: Consigliere del comitato permanente diocesano per i congressi eucaristici;
- 1915: Canonico della Cattedrale di San Cassiano di Imola (prende possesso il 26 luglio);
- 1916: Prefetto delle cerimonie del capitolo della cattedrale;
- 1920: Assistente ecclesiastico della federazione diocesana della Gioventù Cattolica Italiana;
- 1922: Assistente ecclesiastico della sezione imolese dell'Associazione Esploratori Cattolici Italiani;
- 1926: Membro della giunta diocesana di Azione Cattolica.

## Fondazioni e Direzioni
- 1899: cofondatore della scuola superiore femminile di religione;
- 1911: fondatore presso palazzo Monsignani di: Ricreatorio San Filippo Neri (per i bambini dai 6 anni), Prima Juventus (per i ragazzi dai 12 anni) e Circolo Silvio Pellico (per i ragazzi dai 15 anni). Opere raggruppate nel «Patronato Giovani»;
- 1915: presidente dell'Opera pia “S. Pier Grisologo”;
- 1915: fondatore e direttore del periodico «Alba di Vita»;
- 1915: fondatore e direttore dell'Istituto artigianelli imolese (noto come “Istituto Santa Caterina”);
- 1922: fondatore dell'Opera ritiri spirituali laici;
- 1923: fondatore e direttore del periodico «Passeri e Gigli»;
- 1924: fondatore e direttore della confraternita della SS. Madre della Divina Provvidenza;
- 1926: fondatore della Casa Pii Studenti;
- 1929, giugno: direttore del periodico «La Voce della Madre»;
- 1929, dicembre: fondatore della Piccola Società dei Filippini della Divina Provvidenza;
- 1934: fondatore della Pia Unione dei Sabatini.